# 9th Prince
9th Prince, född som Terrance Hamlin, är medlem i hiphop-kollektivet Wu-Tang Clan och grupperna Wu-Tang Killa Beez och Killarmy.
Han har även gjort albumet 9th Prince – Prince of New York. Han är också bror till Wu-Tang Clan medlemmen RZA.